# لویي بیرود

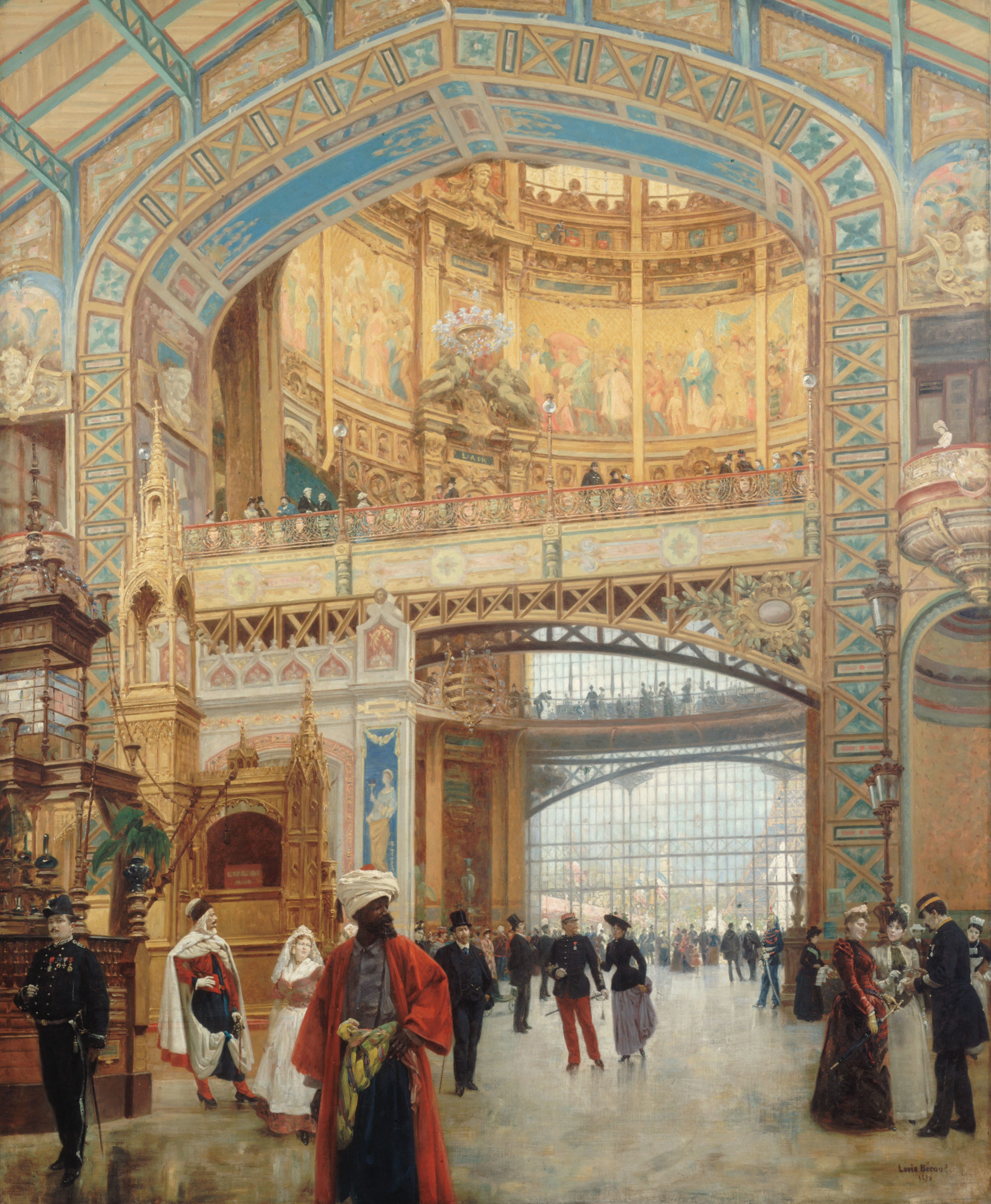
القبة المركزية لمعرض الآلات، 1889 المعرض العالمي في باريس، 1889 ، لويس بيرود (1852-1930).

لويي بيرود (17 يناير 1852، ليون - 9 أكتوبر 1930، باريس) كان رسامًا فرنسيًا في أواخر القرن التاسع عشر وأوائل القرن العشرين. تظهر بعض لوحاته في متحف کارناوالة ومتحف اللوفر في باريس. في 22 أغسطس 1911، جاء بیرود إلى متحف اللوفر لرسم لوحته الموناليزا ولكن أين الشهير la Joconde، عن طريق ليوناردو دا فينشي، ينبغي أن يكون واقفًا، وجد أربعة أوتاد الحديد. اتصل بيرود برئيس قسم الحراس، الذين اعتقدوا أن اللوحة تُصوَّر لأغراض تسويقية. بعد ساعات قليلة، عاود بيرود الزيارة مع رئيس قسم المتحف، وتم التأكيد على أن لوحة الموناليزا لم تكن مع المصورين. تم إغلاق متحف اللوفر لمدة أسبوع كامل للمساعدة في التحقيق في السرقة.

## أعماله
قائمة ببعض أعماله في المتاحف الوطنية الفرنسية:
- درج دار أوبرا غارنييه (1877)، متحف كارنافاليت.
- القبة المركزية لمعرض الآلات في المعرض العالمي لعام 1889 (1890)، متحف كارنافاليت.
- غرفة روبنز في متحف اللوفر (1904)، متحف اللوفر.
- إلى مجد روبنز (1905)، متحف اللوفر.
- في صالون كاريه دو اللوفر (1906)، متحف اللوفر.
- غرفة نوم البارون باسيلي دي شليشتينغ (1908)، متحف اللوفر.

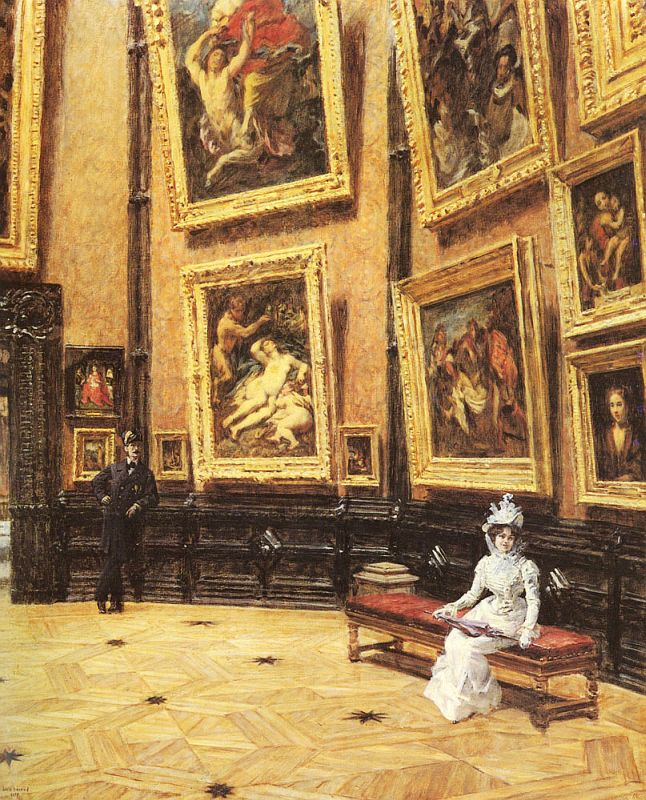
في متحف اللوفر (1899) ، المكان غير معروف.